# Tête de cheval (Roll)
Pour les articles homonymes, voir Tête de cheval.
Tête de cheval, Tête de cheval andalou ou Pendant l'orage est une peinture à l'huile sur toile du peintre et sculpteur français Alfred Roll, créée vers 1904, et conservée au musée des Beaux-Arts de Rennes. 
Elle représente la tête expressive d'un cheval de race ibérique effrayé pendant un orage.

## Réalisation
La création de ce tableau s'inscrit dans le cadre d'un engouement artistique centré sur les réactions des chevaux aux orages : ce thème a inspiré non seulement Alfred Roll, mais aussi avant lui Carle Vernet (Chevaux effrayés par l'orage), James Ward (L'Éclair), Théodore Géricault (Cheval effrayé par l'orage) et Eugène Delacroix (Cheval effrayé par l'orage).
Il existe une esquisse préparatoire à ce tableau, restaurée par le musée des Beaux-Arts de Rennes au début des années 2020. Le tableau est créé vers 1904. L'historien et critique d'Art Léon Roger-Milès cite en effet une « Tête de cheval andalou » parmi les tableaux peints par Roll cette année-là.

## Description
Le tableau représente une tête de cheval en gros plan, avec une expression « délirant » qui révèle « l'hypersensibilité du cheval ». La journaliste artistique Joséphine Bindé décrit ce tableau comme ayant un aspect « très vivant », la tête étant « ahurie et brossée avec fougue, digne d'un autoportrait raté ».
Elle met en lumière le paradoxe entre la puissance du cheval et son caractère craintif.
L’œuvre mesure 65 × 81 cm ; il s'agit d'une peinture à l'huile sur toile. Elle est signée par l'artiste au revers.

## Historique
Le tableau est conservé au musée des Beaux-Arts de Rennes et appartient à la ville de Rennes, qui l'a récupéré en 1955 à la suite d'un leg de Mlle Guyot.
Ce tableau est prêté au château de Versailles à partir de juillet 2024 pour l'exposition « Cheval en Majesté »,.